# 輝大士
輝 大士（かがやき たいし、1994年6月1日 - ）は、石川県七尾市出身で高田川部屋所属の現役大相撲力士。本名は達 綾哉（たつ りょうや）。身長192cm、体重171kg、血液型はO型。最高位は東前頭3枚目（2020年11月場所）。得意手は突き、押し。父方の遠縁は元横綱・輪島大士。目標とする力士は元関脇・若の里。妻智恵。

## 来歴
トラック運転手の父、兄1人と姉1人の3人きょうだいの末っ子として誕生した。生まれた頃には普通の体格だったが幼稚園時代には「これ以上大きくなったら、制服がなくなる」と言われ、既製の制服の最大サイズがきつくなっても着ているほどであった。七尾市立石崎小学校1年生の頃から相撲を始めており、同じ穴水少年相撲教室の門下生であった遠藤の4学年後輩にあたる。小学校卒業後は金沢市立西南部中学校へ入学したが、これは相撲を続けるために親元を離れて相撲部のある中学校に進学したという形であった。炎鵬とは同じ中学校の同期である。中学1年時には183cm、108kgに成長。3年時の全国都道府県中学生相撲選手権大会の団体と個人を制した。2年時の新人戦で個人優勝したが、これは急に祖母が死去した中での出来事であり、優勝を決めた際に達は大泣きしていたと伝わる。
2010年3月6日の新弟子検査で193cm、145kgを記録し、大物ルーキーとして将来を期待され、達本人は入門直後に「7〜8年で横綱になりたい」と力強く言い切った。足のサイズもこの時点で32cmに達しており、通販でないと靴が手に入らなかった。強豪校からの勧誘のあるなか「1日も早く横綱になりたい」と入門し、新弟子検査を控えた時期には部屋の稽古場で三段目力士と互角に渡り合い、師匠の高田川親方は「しこ、てっぽうの音が違う。骨から出している」と評した。
2010年3月場所で初土俵を踏み、前相撲でのデビュー戦で圧勝し、そのまま所要8場所で幕下に昇進。2012年1月場所は琴禮と6勝1敗同士で優勝決定戦を行うも敗れてしまい、初の各段優勝とはならなかった。同年9月には西幕下11枚目まで最高位を更新するが、それから1年余りは概ね幕下中位から下位を推移するなど足踏みを余儀なくされた。幕下で3年間足踏みしていた時期については十両昇進が確実となった時に「自分は関取になれないんじゃないかと思った」と達は語っている。3場所連続で負け越した際にはその内2場所で給金相撲を連続で落として負け越したこともあって「このまま一生勝ち越せないんじゃないか」と自棄になることもあった が、高田川から初心に戻るよう助言を受け、基本運動を徹底的に繰り返したことで立ち直った。その後2014年5月場所は西幕下9枚目まで最高位を更新して4勝3敗、続く7月場所はさらに東幕下7枚目まで地位を上げて5勝2敗とした。翌9月場所は西幕下3枚目の地位で土俵に上がり、この場所の7番相撲で十両残留をかけていた明瀬山から白星を挙げて4勝3敗として場所を終えた。2014年9月場所後の番付編成会議ではこの成績が評価されて達の11月場所での新十両昇進が決定した。

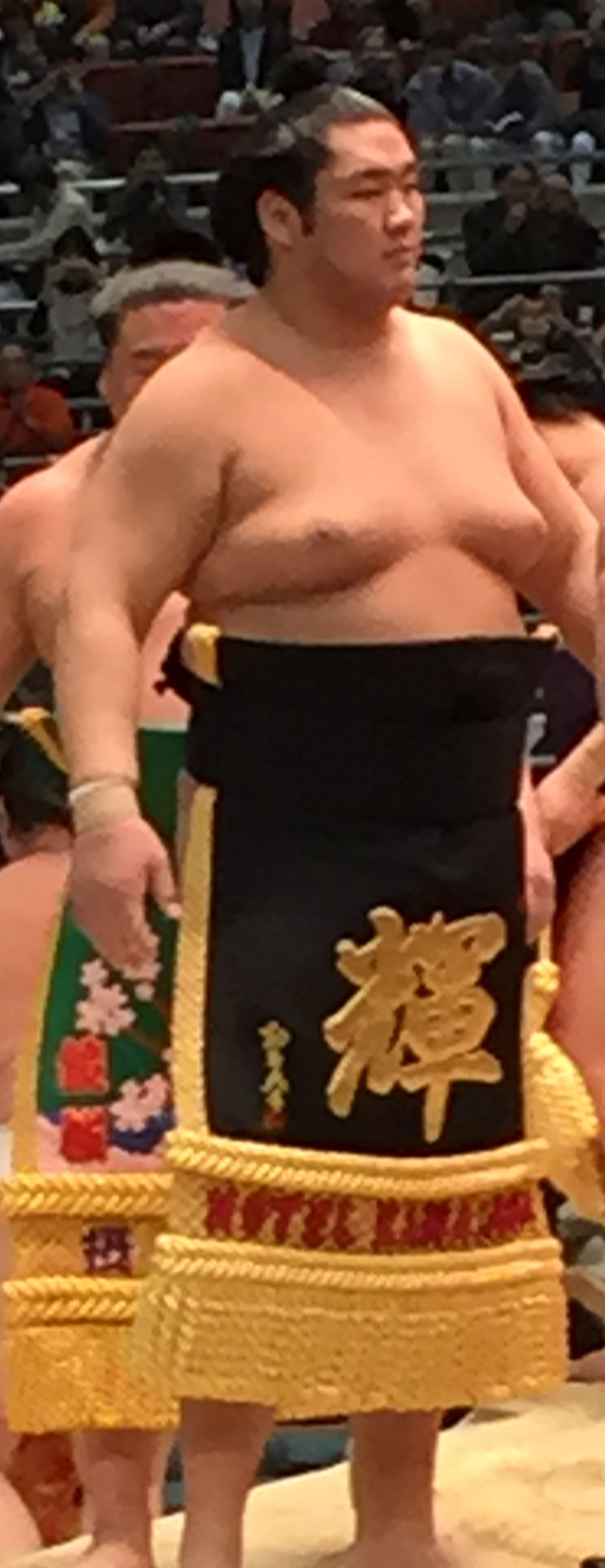
土俵入りする輝関（2015年3月場所）

十両昇進と同時に四股名を輝 大士へと改名した。「輝」の名は、2015年3月14日に地元石川県まで延伸開業する北陸新幹線で、東京駅と金沢駅を結ぶ最速列車として設定される「かがやき」に因んでおり、「大士」は親戚である元横綱の輪島大士にあやかった。輪島の下の名は「ひろし」と読むが、高田川親方は「たいし」と読むと勘違いしており、輪島本人に報告した際にもその指摘がなかったため高田川親方がそのまま届けを出し、四股名は「たいし」となった。石川県からの新十両は、2013年7月場所の遠藤以来戦後17人目。この場所は11日目に勝ち越しを果たすなど好調であり、場所を10勝5敗の好成績で終えた。2015年は丸1年間十両に定着したが、少しずつ番付を上昇させて2016年1月場所で新入幕を果たした。漢字一文字の四股名を持つ力士としては、2012年3月場所で新入幕を果たした勢以来、4年ぶり。この場所は負け越して1場所で十両へ陥落した。しかし、7月場所で再入幕を果たし、幕内3場所目となる翌9月場所で初めて勝ち越した。
2017年の目標は「幕内での2ケタ白星」「三役昇進」を掲げた。2017年1月場所は8勝7敗で終えたが、高田川は翌3月場所前に「先場所は12番は勝てたはず。負けたけれどいい相撲だったし"いい負け"にしていかなきゃいけない。これからの相撲人生が長いんだ。今、安易に勝ちに行ってしまうと向上心がなくなり、努力しなくなる。『もっと稽古しよう』と思わなくなる。『一場所でも長くとればいいや』という力士じゃない。輝は目指しているところが違うんだから」とコメントした。2017年3月場所からは、横綱・稀勢の里の横綱土俵入りで松鳳山の代役となる露払いを務めている。2017年7月場所からは、髙安の大関昇進に伴い、横綱・稀勢の里の横綱土俵入りで、太刀持ち、露払いを務めることとなる。5月場所では東前頭筆頭から東前頭5枚目にかけて勝ち越した力士が皆無であり平幕上位に昇進枠があったため、幸運にも5枚上昇の西前頭4枚目となった。この場所は5勝10敗に終わったが、9月場所は幕内1桁台後半にとどまる星の力士が少なかったため、幸運にも2枚下降の西前頭6枚目で踏みとどまった。10月15日の秋巡業金沢場所では凱旋を果たし、午前7時半から握手会を2回も行い、昼過ぎからは髪結い実演。さらに土俵入り後には人気の幕内・石浦（宮城野）と番外取組まで行った。朝稽古として行ったぶつかり稽古では、この日から巡業に合流した横綱・白鵬から指名される形で約6分間白鵬の胸を借りた。輝は「『腰を下ろせ、背中を丸めろ』と言われました。必死であまり覚えてないんですけど」と恐縮気味 この日は朝から石川県警察の一日暴力団排除対策官も務めた。人気力士の遠藤が休場した中、輝が一層輝きを増した1日となった。輝は「秋場所は負け越したので、地元の声援は本当にありがたかったです。九州場所では番付が下がりますが、また上位に戻れるように頑張ります」と決意していた。しかし、翌11月場所は序盤は3勝1敗とまずまずのスタートだったが、6勝4敗の11日目から4連敗で負け越しが決定した。千秋楽は遠藤を一気に押し出し、連敗を4で止めて7勝8敗とした。
2018年1月場所は中日の時点で4勝4敗と一進一退であったが、後半に星が伸びて9勝6敗と勝ち越し、この場所新入幕の兄弟子・竜電と揃って勝ち越した。翌3月場所は一進一退の末14日目に負け越しが決定し、7勝8敗で終えた。5月場所は西前頭8枚目で迎え、6勝5敗の12日目から3連勝し勝ち越しを決めたが、千秋楽にこの場所敢闘賞を受賞した千代の国の突き落としに敗れた。同年7月場所は上位総当たりの場所となったが、3横綱が全員休場したため横綱とは顔が合わなかった。高安、豪栄道の2大関と対戦するも両方に敗れ、三役以上には小結の松鳳山にしか勝てず、6勝9敗と上位の壁に阻まれた。翌9月場所は東前頭6枚目で、2勝5敗の8日目から4連勝して白星を先行させたが、終盤に失速し、7勝8敗と2場所連続の負け越し。幸運にも半枚下降にとどまった11月場所は、場所を通して波に乗れず、5勝10敗の大敗を喫した。2019年1月場所を6勝9敗で終えて自己ワーストとなる4場所連続負け越しを記録するも、3月場所は12日目に琴恵光を寄り切りで破って、5場所ぶりとなる給金直し。勝ち越しに際して「落ち着いている。稽古をするしかないと思ってやっている。それが全て」とコメントを残した。この場所は9勝6敗で取り終えた。しかし、東前頭10枚目の5月場所は序盤から不振で、5勝10敗の大敗を喫した。西前頭12枚目の7月場所も一進一退の末、7勝7敗で千秋楽に同じく7勝7敗の隠岐の海と対戦したが、寄り切りで敗れて2場所連続の負け越し。東前頭13枚目で迎えた9月場所は場所を通して不調で、6勝9敗と3場所連続の負け越し。10月5日の秋巡業七尾場所では8日の輪島の一周忌を控え、責任感を持って相撲を取った。御当地の大歓声を浴び、平幕の碧山、松鳳山らと計11番取って7勝。西前頭13枚目と幸運にも半枚下降にとどまった11月場所は、4日目までは2勝2敗の五分の星だったが、翌日は対戦相手の若隆景が休場したため不戦勝となり、これを皮切りに5連勝。優勝争いにも加わろうかという勢いだったが、翌10日目に照強に押し出しで敗れて優勝争いからは後退した。それでも、翌11日目は気持ちを切り替え、剣翔を電車道で持って行って4場所ぶりの勝ち越しを決めた。12日目・13日目と連敗したが、14日目は豊山を押し出して9勝目を挙げ、千秋楽も松鳳山を一方的に押し出し、幕内では自身初となる2桁勝利を挙げて1年を締め括った。12月24日に発表された2020年1月場所番付では、番付運に恵まれず西前頭11枚目と2枚の上昇に留まった。
2020年の目標は「三役、金星、優勝」 の三つを挙げた。その1月場所は5連勝スタート・2連敗・4連勝・3連敗と、連相撲の様相を呈する星並びで、迎えた千秋楽は技能賞候補に挙がっていた炎鵬を押し出し、10勝5敗と2場所連続の2桁勝利を挙げた。輝自身は「うれしい」としながらも、終盤の3連敗で優勝争いから脱落したこともあり「もっと突き詰めて勝っていけるように」と気を引き直していた。尚、この場所では兄弟子の竜電も、西前頭8枚目で10勝5敗と2桁勝利を挙げている。この年は11月場所で自己最高位を更新するなど2度の上位挑戦の機会を得たが、いずれも二桁の負け越しに終わった。
2021年は昨年から一転して低調となり、年6場所全てで負け越した。前年11月場所から数えて7場所連続の負け越しとなり、翌1月場所では33場所連続で務めた幕内から陥落する見通しとなった。
2022年1月場所は十両での土俵となったが、12日目に不戦勝による白星を得て勝ち越し。この時点で優勝争いの先頭の力士から星の差一つだったものの、残り全て負けて8勝7敗に留まった。それでも東の筆頭の地位での勝ち越しにより、1場所での幕内復帰を確実とした。
2024年5月場所は十両5枚目で11勝を挙げ、7場所ぶりの幕内復帰を果たす。7月場所では、立ち合い突進から相手の中に入ろうとする動きや突き押しが相手に通用したとともに初日には 武将山を土俵際上手投げで逆転、9日目には 狼雅を突き落としで逆転するなど、輝にとっては珍しい取組を魅せ、結果は9勝6敗。10場所ぶりの幕内勝ち越しを果たした。
しかし、翌9月場所では先場所のようにはいかず不調に陥り3日目から連敗が続く。14日目には遠藤との石川対決を制し連敗を11で止めた。前頭11枚目での3勝12敗のため十両陥落が余儀なくされる。
実況などでも言われる通り、幕内と十両の行ったり来たりが続いている。
2025年4月16日、一般女性との婚約を発表。同年6月に入籍及び挙式を予定している。

## 取り口など
長身とリーチを生かした突っ張りを武器としており、左のおっつけも交えて低く当たり相手を土俵外へ出すのが輝の相撲での良いパターンであるが、2017年1月場所前にお笑い芸人を集めて行われた座談会でははなわから指摘されているように腰高であり、中に入られて寄り切りや逆に押し出されたり、相手の叩きにバッタリ落ちることも多く、組んでの投げ技はめったにない。十両昇進時の報道によると師匠高田川は「器用だからまわしを取ってもいい。立ち合いの当たりをもっと強くして、ぶっ飛ばして突くもよし、差すもよしとなれば、相手も相当怖いはず」と話している。しかし体質なのか体に張りが欠けており、35代木村庄之助からはその点を指摘されている。2016年11月場所前の座談会では鳴戸が「突き押しだけだと腕も伸びなくてなかなか幕内では通用しないけど、先場所（同年9月場所）は突っ張りで相手を起こして中に入る相撲が多かったので、勝ち越しにつながったと思います」と話している。2016年後半にかけては両差しの相撲も見せている。
2017年のインタビューでは立合いで当たり負けをしないが前半戦で出遅れることを自ら話している。同年7月場所3日目の宇良戦を終えた後の支度部屋では「しっかり当たっていこうと思った。相手はもぐってくるんで、それを警戒した。先場所はそれで負けているんで」と自身の取り口や弱点を分析していると言えなくもないコメントを残している。2017年9月場所前の座談会では西岩（元関脇・若の里）が「あの腰高は直らないんじゃないですか（笑）だから、腰高を直すというよりも、あの長い腕を利用して体も大きいですし、曙さんのように突っ張ったり、まわしを取っても体力で圧倒するような相撲を取ったらいいと思います」と話しており、舞の海も「一つ、これだというものをつかんだら化けるんじゃないですか。突っ張ってからパッと上手を取って、かいなを返して寄っていくような相撲が身についたら自信もついてきて、そしたら一気に駆け上がっていくような気がします」と評している。
非常に稽古熱心な力士であり、2017年11月の記事によると、場所中でも夜のちゃんこを食べ終えると、席を立って稽古場に足を運んで、四股、すり足、鉄砲、その日の取組で上手く行かなかった点の確認などを行う。2016年1月場所から始めた習慣であり徐々に部屋でも追随する力士が増えたが、食事に同席している後援者はこれに驚くという。
2021年10月25日の合同稽古では「先場所（2021年9月場所）土俵際で逆転される相撲が多くて、それで何番も負けてしまった。そうならない形を見つけて確認したい。土俵際で焦ってしまう癖を治したい」と反省していた。
貴闘力が語ったところによると、師匠の高田川は「ちょっとこうやったら簡単に勝てるのにな」「気持ちが優しい」と残念がっているといい、貴闘力はまだ若い（2022年5月場所終了時点）のだからもっと考えてやったらもっと上に行くだろうと期待している。

## エピソード
- 2014年11月場所に十両昇進する際、師匠の9代高田川は第54代横綱・輪島に対し、元横綱が現役時代に愛用していた金色のまわしを輝に締めさせ、さらに改名し下の名前「大士」も使わせてもらうことを願い出たという。9代高田川は『大士=たいし』と読むのだと思っていたため『たいしをいただいてもいいでしょうか？』と聞いたら『いいよ。でも、これはひろしって読むんだぞ』と」やんわり指摘され、「器の大きな方」とあらためて感じたという[32]。
- 輝は若の里の付き人を行っていた際の思い出を「若関は、『力士は、その土地土地のうまいものをたらふく食べて名産物や味を覚えるのも大事なんだぞ。食え、食え!』といつも腹いっぱい食べさせてくれていたんですよ。ある日、酔っ払って、『いつか、自分の付け人が関取になって巡業で一緒にメシを食い、奢ってもらうのが夢なんだよなぁ』と言っていたことがあったんです。『自分が関取になったら、若関をお誘いしてご馳走しよう』と、ずっと心に決めていました」と語ったことがある[33]。2015年3月場所後の春巡業で、「静岡で時間を作ってもらえませんか。今までのお礼を込めて僕にご馳走させてください。」と申し入れ、若の里も喜んだが、膝の治療で巡業を途中休場したため実現しなかった。[34]
- 2015年8月15日夜、実際に輝は若の里に食事を奢ろうと、初めて付き人として食事に誘ってもらった仙台の牛タン専門店を選んだ。実際には奢ったわけではないが「俺が昔に言ったことを覚えていて、声を掛けてくれただけで、それだけで嬉しいんだよ。待ってた言葉だ。それで十分だ。本気でお前に金を出してもらおうなんて思ってないから。ほら、達、今日は腹いっぱい食え!」と若の里は言った[35][36]。
- 若の里の現役最後の巡業では、3週間の巡業期間中、毎日若の里の隣に明け荷を置いて、若の里の帯を引っ張ったり、浴衣を着せた。青森県野辺地巡業では、「最後だから、僕に締込を引っ張らせて下さい。」と志願し、若の里現役最後の締込を締めた。巡業が終わって数日後、同じく若の里の付け人をしていた大由志と一緒に、若の里を呼び出し、アルマーニのネクタイとマグナーニの靴をプレゼントした[37]。
- 2017年3月場所初日、稀勢の里の横綱土俵入りで初めて露払いを務めたが、土俵を下りる際、通常左回りになるところを右回りとなり、正面に尻（背面）を向けてしまった。相撲界では失礼にあたり“禁忌”とされる行為に「初めてだったので、緊張してしまった。（間違いには）終わってから気づいた」と恐縮した[38]。
- 2016年11月場所では3日目、勢との漢字一文字同士の対決が初めて実現したが、結果は勢のすくい投げで敗れた。
  - 2017年5月場所の10日目、勢との漢字一文字同士の対決が再び実現。しかしまたしても敗れ、はたき込まれた。
  - 2017年9月場所の2日目、勢との漢字一文字同士の3度目の対決が実現。一方的に勢に押し出され、一文字対決は3連敗に終わった。
  - 2018年3月場所の11日目、勢との漢字一文字同士の4度目の対決。またしても敗れ初顔から4連敗。一方的に勢に寄り切られた。
  - 2018年5月場所の8日目、勢との漢字一文字同士の5度目の対決。2度目のすくい投げで勢にまたしても敗れ、5連敗。
  - 2018年11月場所の7日目、勢との一文字同士の6度目の対決で、押し出して初めて勢に勝った。
- 『女性セブン』2017年6月1日号の記事によると、好きな女性芸能人は新垣結衣[39]。
- 幼少期は夏になるとカブトムシやクワガタムシを取って楽しんでいたが、セミは苦手であった。2017年夏巡業中、輝は「音がうるさいし、小便をかけられるんです。だから大嫌いでした」と当時を振り返っている。ただ、抜け殻は大丈夫。「そういえば、名古屋場所後の休みにテッポウ柱を見たら、セミの抜け殻がついていました」と夏巡業中に語っている[40]。
- 幕内に上がったばかりの頃、師匠の高田川は輝の資産額が自分より大きいとテレビ番組で笑いながら暴露していた。
- 高田川部屋では習わしによってサインは崩して書いてはならないという。輝も崩さずにサインを書いている[41]。
- 記者会見が苦手。2017年10月14日の秋巡業金沢場所で、遠藤がいないため午後の記者会見がなくなったと聞いて輝はほっとした[15]。
- 2019年1月場所7日目の遠藤戦は「金の締め込み」対決として話題となった[42]。
- 2020年5月13日に新型コロナウイルス感染症による多臓器不全で兄弟子である勝武士が死去。6月1日に相撲協会を通じ、「10年間、共に頑張ってきた仲間であり、頼りになる兄の様な存在でした」と偲ぶコメントを出している[43]。
- 2021年10月25日に両国国技館で行われた合同稽古の後に「（思い出は）やっぱり結びでやったことですかね。土俵で向き合った時、圧力がありました。僕が入った時（10年春場所初土俵）からずっと横綱。目標の存在だった」と間垣親方（元横綱・白鵬）に敬意を示した[30]。
- 協会公式プロフィールによると、好きな食べ物は刺身。趣味は漫画、ダイビング[44]。
- 特急列車・かいおうの命名がどれだけ異例であるかを引き合いに、新幹線の車両から四股名を付けたにもかかわらず三役に昇進していないことに「顔じゃない」という声もある。

## 主な成績
2025年7月場所終了現在

### 通算成績
- 通算成績：567勝575敗（91場所）
- 幕内成績：289勝356敗（43場所）

### 場所別成績
| | 一月場所 初場所（東京） | 三月場所 春場所（大阪） | 五月場所 夏場所（東京） | 七月場所 名古屋場所（愛知） | 九月場所 秋場所（東京） | 十一月場所 九州場所（福岡） |
| --- | ----------------------- | ----------------------- | ----------------------- | --------------------------- | ----------------------- | --------------------------- |
| 2010年 （平成22年） | x                       | （前相撲）              | 西序ノ口11枚目 6–1      | 東序二段50枚目 6–1          | 東三段目84枚目 6–1      | 東三段目25枚目 4–3          |
| 2011年 （平成23年） | 西三段目11枚目 2–5      | 八百長問題 により中止   | 東三段目37枚目 4–3      | 東三段目12枚目 5–2          | 東幕下53枚目 4–3        | 東幕下46枚目 4–3            |
| 2012年 （平成24年） | 東幕下40枚目 6–1        | 東幕下16枚目 2–5        | 西幕下31枚目 5–2        | 西幕下19枚目 5–2            | 西幕下11枚目 2–5        | 西幕下25枚目 5–2            |
| 2013年 （平成25年） | 東幕下16枚目 3–4        | 西幕下21枚目 3–4        | 東幕下33枚目 3–4        | 東幕下44枚目 4–3            | 東幕下38枚目 4–3        | 西幕下29枚目 5–2            |
| 2014年 （平成26年） | 東幕下19枚目 4–3        | 東幕下13枚目 4–3        | 西幕下9枚目 4–3         | 東幕下7枚目 5–2             | 西幕下3枚目 4–3         | 西十両14枚目 10–5           |
| 2015年 （平成27年） | 西十両8枚目 11–4        | 東十両2枚目 6–9         | 西十両4枚目 8–7         | 西十両2枚目 6–9             | 東十両5枚目 10–5        | 東十両2枚目 8–7             |
| 2016年 （平成28年） | 東前頭16枚目 4–11       | 西十両4枚目 7–8         | 東十両5枚目 10–5        | 東前頭14枚目 7–8            | 西前頭14枚目 9–6        | 西前頭9枚目 6–9             |
| 2017年 （平成29年） | 東前頭11枚目 8–7        | 東前頭9枚目 7–8         | 西前頭9枚目 9–6         | 西前頭4枚目 5–10            | 西前頭6枚目 4–11        | 西前頭12枚目 7–8            |
| 2018年 （平成30年） | 西前頭12枚目 9–6        | 東前頭8枚目 7–8         | 西前頭8枚目 9–6         | 西前頭4枚目 6–9             | 東前頭6枚目 7–8         | 西前頭6枚目 5–10            |
| 2019年 （平成31年 /令和元年） | 東前頭12枚目 6–9        | 西前頭13枚目 9–6        | 東前頭10枚目 5–10       | 西前頭12枚目 7–8            | 東前頭13枚目 6–9        | 西前頭13枚目 10–5           |
| 2020年 （令和2年） | 西前頭11枚目 10–5       | 西前頭6枚目 8–7         | 感染症拡大 により中止   | 東前頭4枚目 5–10            | 西前頭6枚目 8–7         | 東前頭3枚目 5–10            |
| 2021年 （令和3年） | 西前頭6枚目 6–9         | 西前頭7枚目 6–9         | 西前頭9枚目 6–9         | 西前頭12枚目 7–8            | 東前頭13枚目 7–8        | 東前頭14枚目 5–10           |
| 2022年 （令和4年） | 東十両筆頭 8–7          | 東前頭17枚目 7–8        | 西前頭17枚目 6–9        | 東十両3枚目 7–8             | 東十両4枚目 9–6         | 東前頭15枚目 9–6            |
| 2023年 （令和5年） | 東前頭12枚目 7–8        | 東前頭12枚目 5–10       | 東前頭17枚目 7–8        | 東十両筆頭 9–6              | 東前頭16枚目 5–10       | 東十両3枚目 5–10            |
| 2024年 （令和6年） | 東十両7枚目 9–6         | 東十両4枚目 7–8         | 東十両5枚目 11–4        | 東前頭16枚目 9–6            | 西前頭11枚目 3–12       | 東十両2枚目 9–6             |
| 2025年 （令和7年） | 西前頭16枚目 6–9        | 西十両筆頭 4–11         | 西十両4枚目 6–9         | 東十両7枚目 9–6             | x                       | x                           |
| 各欄の数字は、「勝ち-負け-休場」を示す。 優勝 引退 休場 十両 幕下 三賞：敢=敢闘賞、殊=殊勲賞、技=技能賞 その他：★=金星 番付階級：幕内 - 十両 - 幕下 - 三段目 - 序二段 - 序ノ口 幕内序列：横綱 - 大関 - 関脇 - 小結 - 前頭（「#数字」は各位内の序列） |                         |                         |                         |                             |                         |                             |

## 合い口
2025年7月場所終了現在
（以下は最高位が横綱・大関の現役力士）
- 横綱・豊昇龍には2敗。豊昇龍が大関に昇進する前の対戦成績である。
- 大関・琴櫻には4勝2敗。琴櫻の大関昇進前の対戦である。
- 元大関・髙安には1勝5敗。髙安の大関在位中は1敗。
- 元大関・朝乃山には5勝3敗。朝乃山の大関在位中は1敗。
- 元大関・正代には2勝6敗。正代の大関在位中は対戦なし。
- 元大関・御嶽海には7敗。御嶽海の大関在位中は対戦なし。
- 元大関・霧島には2勝3敗。霧島の大関昇進前の対戦である。

引退力士（横綱・大関）
- 元横綱・白鵬には2敗。
- 元横綱・日馬富士には1敗。
- 元横綱・照ノ富士には1敗。
- 元大関・琴奨菊には1勝2敗。琴奨菊の大関陥落後の対戦成績である。
- 元大関・豪栄道には2敗。
- 元大関・栃ノ心には2勝9敗。栃ノ心が大関昇進前、陥落後の対戦成績である。
- 元大関・貴景勝には3勝3敗。貴景勝の大関在位中は2敗。

### 幕内対戦成績
| 力士名     | 勝数 | 負数 | 力士名   | 勝数 | 負数 | 力士名   | 勝数 | 負数 | 力士名   | 勝数 | 負数 |
| ---------- | ---- | ---- | -------- | ---- | ---- | -------- | ---- | ---- | -------- | ---- | ---- |
| 碧山       | 4    | 9    | 明瀬山   | 1    | 0    | 天空海   | 1    | 1    | 朝乃山   | 5    | 3    |
| 東龍       | 5    | 0    | 熱海富士 | 0    | 2    | 阿炎     | 3    | 6    | 天風     | 1    | 0    |
| 安美錦     | 0    | 1    | 阿夢露   | 0    | 1    | 荒鷲     | 4    | 1    | 勢       | 1    | 7    |
| 石浦       | 7    | 5    | 逸ノ城   | 2    | 6    | 一山本   | 2    | 4    | 宇良     | 4    | 1    |
| 遠藤       | 8(1) | 12   | 炎鵬     | 4    | 1    | 欧勝馬   | 0    | 2    | 阿武剋   | 0    | 1    |
| 阿武咲     | 7    | 5    | 王鵬     | 2    | 3    | 大砂嵐   | 1    | 0    | 隠岐の海 | 8    | 7    |
| 魁聖       | 5    | 6    | 臥牙丸   | 3    | 1    | 北太樹   | 0    | 1    | 北の若   | 0    | 2    |
| 北磻磨     | 0    | 1    | 霧馬山   | 2    | 3    | 金峰山   | 0    | 3    | 豪栄道   | 0    | 2    |
| 荒篤山     | 2    | 0    | 豪ノ山   | 1    | 0    | 琴恵光   | 7    | 9    | 琴ノ若   | 4    | 2    |
| 琴奨菊     | 1    | 2    | 琴勝峰   | 3    | 3    | 琴勇輝   | 1    | 7    | 佐田の海 | 8    | 12   |
| 佐田の富士 | 0    | 1    | 志摩ノ海 | 5    | 4    | 常幸龍   | 0    | 1    | 正代     | 2    | 6    |
| 松鳳山     | 10   | 3    | 蒼国来   | 3    | 1    | 大奄美   | 3    | 2    | 大栄翔   | 4    | 6    |
| 大翔鵬     | 5    | 2    | 大翔丸   | 9    | 1    | 貴景勝   | 3    | 3    | 貴源治   | 0    | 1    |
| 貴ノ岩     | 3    | 6    | 隆の勝   | 6    | 6    | 髙安     | 1    | 5    | 宝富士   | 9    | 14   |
| 豪風       | 6    | 2    | 玉正鳳   | 0    | 1    | 玉鷲     | 2    | 6    | 美ノ海   | 2    | 0    |
| 千代鳳     | 0    | 1    | 千代翔馬 | 11   | 9    | 千代大龍 | 6(1) | 7    | 千代ノ皇 | 1    | 2    |
| 千代の国   | 2    | 5    | 千代丸   | 6    | 6    | 剣翔     | 5    | 3    | 照強     | 7    | 3    |
| 照ノ富士   | 0    | 1    | 時疾風   | 0    | 1    | 德勝龍   | 3    | 7    | 栃煌山   | 4    | 4    |
| 栃ノ心     | 2    | 9    | 翔猿     | 4    | 3    | 友風     | 0    | 3    | 豊ノ島   | 2    | 1    |
| 豊響       | 2    | 3    | 錦木     | 8    | 10   | 錦富士   | 1    | 4    | 伯桜鵬   | 1    | 0    |
| 白鵬       | 0    | 2    | 英乃海   | 2(1) | 2    | 平戸海   | 1    | 1    | 武将山   | 2    | 1    |
| 豊昇龍     | 0    | 2    | 北青鵬   | 1    | 0    | 北勝富士 | 2    | 12   | 誉富士   | 1    | 0    |
| 御嶽海     | 0    | 7    | 水戸龍   | 0    | 1    | 翠富士   | 1    | 5    | 妙義龍   | 7    | 7    |
| 明生       | 1    | 8    | 矢後     | 3    | 1    | 豊山     | 9    | 6    | 嘉風     | 5    | 2    |
| 狼雅       | 2    | 0    | 若隆景   | 2(1) | 2    |          |      |      |          |      |      |

(カッコ内は勝数、負数の中に占める不戦勝、不戦敗の数、太字は2025年7月場所終了現在、現役力士)

## 改名歴
- 達 綾哉（たつ りょうや）2010年3月場所 - 2014年9月場所
- 輝 大士（かがやき たいし）2014年11月場所 -